# ГЕС Chingshan
ГЕС Chingshan – гідроелектростанція в центральній частині острова Тайвань. Знаходячись між ГЕС Techi (вище по течії) та ГЕС Кукуан, входить до складу каскаду на річці Dajia, яка дренує західний схил вододільного хребта острова та впадає до Тайванської протоки біля міста Тайчжун.
В межах проекту річку перекрили бетонною греблею висотою 20 метрів та довжиною 100 метрів, яка утримує невелике водосховище з площею поверхні 0,06 км2 та об’ємом 0,6 млн м3 (корисний об’єм 0,4 млн м3). При цьому накопичення ресурсу для роботи всього каскаду відбувається у сховищі верхньої станції Techi, тоді як основним завданням греблі Chingshan є відведення ресурсу до дериваційного тунелю, прокладеного через правобережний гірський масив до розташованого за 5,5 км підземного машинного залу.
У 1970-му станцію ввели в експлуатацію з двома турбінами типу Френсіс потужністю по 90 МВт, а за три роки до них додали ще дві такі ж.
В 1999-му під час потужного землетрусу в долині Dajia стались численні зсуви, які суттєво змінили параметри річного русла. Після чого у липні 2004-го під час проходження тайфуну Mindulle викликані останнім потужні дощі призвели до затоплення машинного залу. Відновлювальні роботи тривали кілька років та завершились повторним введенням в експлуатацію у 2015 році. Встановлені при цьому нові гідроагрегати мали збільшену до 96,2 МВт потужність, а виробітка станції зросла з 591 до 620 млн кВт-год електроенергії на рік.